# Октябрь (кинотеатр, Ижевск)
Кинотеатр «Октябрь» — двухзальный кинотеатр в Ижевске, просуществовавший с 1981 по 2012 годы. В 2012 году пустующее здание кинотеатра решено было полностью снести, а на его месте возвести современный торговый центр.

## История
В 1978 году на месте пустыря на улице 9 Января в Ижевске у перекрёстка с улицей Ворошилова было начато строительство трёхэтажного двухзального (на 1000 и 400 мест) кинотеатра по советскому типовому проекту в стиле конструктивизм. В соответствии с постановлением № 70 от 23 апреля 1981 года, принятым на заседании исполкома Ижевского городского совета, строящемуся кинотеатру было присвоено имя «Октябрь».
Первый показ в кинотеатре, организованный специально для его строителей, а также для почётных жителей города и республики, состоялся 28 декабря 1981 года, а уже 29 декабря распахнул свои двери для всех желающих. Помимо показов фильмов, здесь принимали в ряды октябрят и пионеров, чествовали ветеранов, устраивали различные представления, выставки и дискотеки.
В середине 1980-х годов перед главным фасадом кинотеатра был построен фонтан, однако из-за неполадок с подачей воды он так и не начал функционировать, а позднее и вовсе был демонтирован.
К 2002 году кинопоказы и иная деятельность в кинотеатре были прекращены. В 2003 году здание начали перестраивать под торговый центр, однако вскоре работы были прекращены, после чего оно находилось в запустении. В 2012 году кинотеатр было решено полностью демонтировать, а на его месте через три года в новом здании были открыты супермаркет и спортивный клуб.

## Интересные факты
- До ноября 2014 года близлежащая остановка общественного транспорта называлась «Кинотеатр „Октябрь“», после чего была переименована в «Улица 9 Января — Спортивный клуб „Платформа“»[6] (с 2021 года — «Улица Ворошилова»[7]).
- По тому же типовому проекту 264-13-14, что и кинотеатр «Октябрь» в Ижевске, были построены в частности кинотеатры «Октябрь» в Люберцах, «Русь» в Архангельске, «Октябрь» в Калининграде (ныне «Дом искусств»), «Юбилейный» в Тюмени (утрачен), «Хабаровск» в Хабаровске (реконструирован и значительно расширен под торгово-развлекательный центр).